# جورج برينتون ماكليلان هارفي
جورج برينتون ماكليلان هارفي (بالإنجليزية: George Brinton McClellan Harvey)‏ هو ناشط إسبرنتو وصحفي ودبلوماسي أمريكي، ولد في 16 فبراير 1864 في بيتشام في الولايات المتحدة، وتوفي في 20 أغسطس 1928 في دوبلين في الولايات المتحدة.